# Ferdynandówka
Ferdynandówka – część wsi Krosna-Wieś w Polsce położona w województwie mazowieckim, w powiecie pruszkowskim, w gminie Brwinów.
W latach 1975−1998 Ferdynandówka administracyjnie należała do województwa warszawskiego.